# Dvĕ vdovy
Dvě vdovy (Les dues vídues) és una òpera en dos actes de Bedřich Smetana, amb llibret en txec de Emanuel Züngel, basat en Les deux veuves de Jean Pierre Felicien Mallefille. S'estrenà a Praga el 27 de març de 1874 sense gaire èxit. Smetana en va fer una segona versió que s'estrenà el 20 d'octubre de 1874, també a Praga.	